# Théorème de Radon (géométrie)
Pour les autres significations, voir Théorème de Radon.
Le théorème de Radon, ou lemme de Radon, sur les ensembles convexes affirme que tout ensemble {\displaystyle A=\{a_{1},\dots ,a_{d+2}\}} contenant {\displaystyle d+2} éléments de {\displaystyle \mathbb {R} ^{d}} admet une partition en deux parties {\displaystyle A_{1},A_{2}} dont les enveloppes convexes {\displaystyle \mathrm {Conv} (A_{1})} et {\displaystyle \mathrm {Conv} (A_{2})} se rencontrent.

## Énoncé et définitions
Tout ensemble {\displaystyle A=\{a_{1},\dots ,a_{d+2}\}} contenant {\displaystyle d+2} éléments de {\displaystyle \mathbb {R} ^{d}} admet une partition en deux parties {\displaystyle A_{1},A_{2}} dont les enveloppes convexes {\displaystyle \mathrm {Conv} (A_{1})} et {\displaystyle \mathrm {Conv} (A_{2})} se rencontrent. Une telle partition est alors appelée partition de Radon, et un point de l'intersection des enveloppes est appelé point de Radon (il ne s'agit pas a priori d'un des points {\displaystyle a_{i}}). 

## Exemple
Prenons l'exemple {\displaystyle d=2}. Dans ce cas l'ensemble {\displaystyle A} est constitué de quatre points. La partition de {\displaystyle A} peut donner un ensemble de trois points et un singleton, les premiers formant un triangle contenant le dernier point. Ou alors la partition consiste en deux ensembles constitués chacun de deux points, les segments s'intersectant en un point.

## Preuve
On suppose que {\displaystyle X=\{a_{1},\dots ,a_{d+2}\}\subset \mathbb {R} ^{d}}. Considérons le système :
{\displaystyle \sum _{j=1}^{d+2}\lambda _{j}a_{j}=0}
{\displaystyle \sum _{j=1}^{d+2}\lambda _{j}=0}
d'inconnues réelles {\displaystyle \lambda _{1},\dots ,\lambda _{d+2}} : il équivaut à un système linéaire de {\displaystyle d+1} équations à {\displaystyle d+2} inconnues {\displaystyle \lambda _{1},\dots ,\lambda _{d+2}}, puisque la première équation, si on la développe en un système pour chaque composante des {\displaystyle a_{i}} (vecteurs dans {\displaystyle \mathbb {R} ^{d}}), se transforme aussitôt en {\displaystyle d} équations linéaires traditionnelles. Il existe donc une solution non nulle de ce système. Fixons {\displaystyle \lambda _{1},\lambda _{2},\dots ,\lambda _{d+2}} une telle solution. Posons alors :
{\displaystyle I_{1}=\{i\,\mid \,\lambda _{i}>0\}}
{\displaystyle I_{2}=\{i\,\mid \,\lambda _{i}\leq 0\}}
Puisque la somme des {\displaystyle \lambda _{i}} est nulle alors que les {\displaystyle \lambda _{i}} ne sont pas tous nuls, {\displaystyle I_{1}} et {\displaystyle I_{2}} ne sont pas vides.
La partition requise de {\displaystyle A} est alors {\displaystyle A_{1}=\{a_{i}\,\mid \,i\in I_{1}\}} et
{\displaystyle A_{2}=\{a_{i}\,\mid \,i\in I_{2}\}}. En effet, il est immédiat de vérifier à partir du système, que :
{\displaystyle {\frac {\displaystyle \sum _{i\in I_{1}}a_{i}\lambda _{i}}{\displaystyle \sum _{i\in I_{1}}\lambda _{i}}}={\frac {\displaystyle \sum _{i\in I_{2}}a_{i}\lambda _{i}}{\displaystyle \sum _{i\in I_{2}}\lambda _{i}}}}
et cette formule fournit un point commun aux enveloppes convexes de {\displaystyle A_{1}} et de {\displaystyle A_{2}}.

## Histoire
Ce résultat a été publié pour la première fois par Johann Radon en 1921. Il y apparaît comme résultat intermédiaire dans la preuve du théorème de Helly, ce qui explique la dénomination courante de lemme.

## Théorème de Tverberg
Helge Tverberg a démontré en 1966 une généralisation de ce théorème pour des partitions de {\displaystyle A} en r sous-ensembles. Le théorème de Tverberg affirme que :
Un ensemble {\displaystyle A} de {\displaystyle 1+(d+1)(r-1)} points de {\displaystyle \mathbb {R} ^{d}} admet une partition en {\displaystyle r} sous-ensembles dont l'intersection des enveloppes convexes n'est pas vide.